# Kirby Grant
Kirby Grant (Butte, Montana, 30 de octubre de 1985-Titusville, Florida, 30 de octubre de 1985) fue un actor cinematográfico y televisivo estadounidense, activo en el cine de serie B y conocido por hacer el papel protagonist de la serie televisiva del género wéstern Sky King.

## Inicios
Su nombre completo era Kirby Grant Hoon, Jr., y nació en Butte, Montana. Niño prodigio del violín, estudió música, llegando a ser cantante profesional y líder de banda.

## Carrera en el cine
En 1939 participó en el concurso de búsqueda de talentos "Gateway to Hollywood", viéndose recompensado con un contrato cinematográfico. Estos contratos con "Gateway" tenían previstos los nombres artísticos de los ganadores. Así, Dorothy Howe, que fue la ganadora junto a Grant, pasó a ser "Virginia Vale", y él debía ser llamado "Robert Stanton," motive por el cual utilizó dicho seudónimo en sus primeras películas antes de adoptar como nombre artístico el de Kirby Grant. "Robert Stanton" y "Virginia Vale" fueron presentados en la película de RKO Radio Pictures Three Sons, en la que actuaban Edward Ellis y William Gargan. En los siguientes años Grant trabajó como actor independiente para varios estudios, siendo su cinta probablemente más conocida de dicho período (ya como Kirby Grant) Blondie Goes Latin, una producción de 1941 en la que actuaban Penny Singleton y Arthur Lake.
En 1943 Grant fue contratado por Universal Pictures, compañía para la cual interpretó primeros papeles románticos en musicales de serie B, además de trabajar en comedias de Bud Abbott y Lou Costello, y de Ole Olsen y Chic Johnson. Su suave voz de barítono le llevó a actuar con la cantante estrella de Universal Gloria Jean en dos filmes en 1944, tras lo cual en 1945 el estudio le seleccionó para reemplazar a Rod Cameron (al que habían promovido para hacer papeles de mayor importancia) como su estrella del western de serie B.  
Rodó siete westerns, que convirtieron a Kirby Grant en una estrella del cine de acción. A finales de los años 1940 Monogram Pictures le contrató para rodar una serie de aventuras sobre la Policía Montada protagonizadas por "Chinook the Wonder Dog." Grant estaba trabajando en dichas producciones cuando la televisión le reclamó en 1951 para actuar en serie televisiva Sky King.

## Sky King
Grant protagonizó la serie Sky King durante todas sus emisiones desde 1951 a 1959, rodando un total de 72 episodios. Él encarnaba al piloto "Sky" King, que luchaba contra los malvados y rescataba a la gente con su avión. El primer avión de Sky fue un Cessna T-50, y más adelante un mucho más moderno Cessna 310B. Los aviones de Sky eran llamados "Songbird". Sky y su sobrina Penny, interpretada por Gloria Winters, vivían en el Rancho "Flying Crown". 

## Últimos años
Una vez finalizada Sky King, Grant actuó en pocas ocasiones, aunque él y Gloria Winters fueron solicitados para participar en ferias y eventos aeronáuticos, y él viajó con el Circo Carson and Barnes desde 1967 a 1970. Grant se retiró ese año. 
Grant y su esposa, Carolyn, tuvieron tres hijos, y a principios de los años 1970 la pareja se mudó de California a Florida. Ambos fundaron la organización Sky King Youth Ranches of America, la cual facilitaba hogar para niños huérfanos o abandonados. 
Alrededor de las 8:00 a. m. del 30 de octubre de 1985, Grant falleció en un accidente automovilístico al oeste de Titusville, en el condado de Brevard, Florida. Tres vehículos circulaban en fila india hacia el este, y Grant iba en el tercero. Se salió de la fila (a la izquierda) para adelantar a los dos vehículos que tenía delante, cuando el vehículo del medio también se desvió para adelantar al mismo tiempo. Para evitar una colisión, Grant giró bruscamente a la izquierda y se incorporó al arcén del carril contrario. Luego, corrigió completamente a la derecha, cuando su vehículo se salió de la calzada y se metió en una zanja con un metro de agua estancada. Grant salió despedido del coche y cayó al agua. Un transeúnte lo sacó y fue trasladado al Hospital Jess Parrish de Titusville, donde llegó muerto. Esa mañana, Grant se dirigía desde su apartamento en Winter Springs al Centro Espacial Kennedy para presenciar el (último lanzamiento exitoso) del transbordador espacial Challenger en Cabo Cañaveral.[3] Los astronautas lo honrarían por fomentar la aviación y los vuelos espaciales. Tenía 73 años. Kirby está enterrado en el Cementerio de Missoula, Montana.

## Filmografía

### Cine
| - 1935: I Dream Too Much - 1937: In Old Chicago - 1938: Radio City Revels - 1938: There Goes My Heart - 1938: Lawless Valley - 1938: Red River Range - 1939: Three Sons - 1940: Mexican Spitfire - 1940: The Marines Fly High - 1940: Millionaire Playboy - 1940: Bullet Code - 1941: Blondie Goes Latin - 1942: Dr. Kildare's Victory - 1942: My Favorite Blonde - 1943: Hello, Frisco, Hello - 1943: Bombardier - 1943: The Stranger from Pecos - 1943: Destination Tokyo - 1944: Chip Off the Old Block - 1944: Hi, Good Lookin'! - 1944: Rosie the Riveter - 1944: Law Men - 1944: Ghost Catchers - 1944: In Society - 1944: Babes on Swing Street - 1945: I'll Remember April - 1945: Trail to Vengeance - 1945: Penthouse Rhythm | - 1945: Bad Men of the Border - 1945: Easy to Look at - 1945: Code of the Lawless - 1946: The Spider Woman Strikes Back - 1946: She Wrote the Book - 1946: Gun Town - 1946: Sing While You Dance - 1946: Lawless Breed - 1946: Rustler's Round-Up - 1946: Gunman's Code - 1948: Song of Idaho - 1948: Singin' Spurs - 1949: Trail of the Yukon - 1949: Black Midnight - 1949: The Wolf Hunters - 1949: Feudin' Rhythm - 1950: Snow Dog - 1950: Indian Territory - 1950: Dial 1119 - 1950: Call of the Klondike - 1951: Rhythm Inn - 1951: Yukon Manhunt - 1951: Comin' Round the Mountain - 1951: Northwest Territory - 1952: Yukon Gold - 1953: Fangs of the Arctic - 1953: Northern Patrol - 1954: Yukon Vengeance |

### Televisión
- 1951: Sky King

## Discografía
Kirby Grant grabó dos singles para Wizard Records hacia 1970, "Loving Time" y "Letter from Tina".